# Poison
Poison so ameriška glam metal  glasbena skupina, ki je največji uspeh dosegla v 80. in 90.-ih letih dvajsetega stoletja. Po vsem svetu so do sedaj prodali več kot 30 milijonov plošč, samo v Združenih državah Amerike pa več kot 15 milijonov. Deset hitov je bilo uvrščenih med "Top 40 of the Billboard Hot 100", vključujoč "Every Rose Has Its Thorn". Poison so na turneji leta 1999 z repertoarjem najboljših hitov spet poželi uspeh. Skoraj na vsakem koncertu so bile vstopnice razprodane. Člani skupine so izdali številne solo albume in igrali v uspešnih resničnostnih oddajah. Po petindvajsetih letih skupina še vedno aktivno deluje in izdaja plošče.
Od začetka njihovega ustvarjanja v letu 1986 so Poison izdali osem studio albumov, štiri live albume in 28 radijskih singlov. Člani skupine so: Bobby Dall, C.C. DeVille, Bret Michaels, Rikki Rockett